# KICK UP!! E.P.
『KICK UP!! E.P. 』は、2018年5月23日に発売されたShiggy Jr.のミニ・アルバム。

## 概要
前作「SHUFFLE!! E.P.」から6ヶ月ぶりのミニアルバムで、CDのみの通常盤とDVD付きの初回限定盤の2形態での発売。
初回限定盤には、「お手上げサイキクス」のミュージックビデオと本曲がオープニングテーマとして起用されたテレビアニメ「斉木楠雄のΨ難」のノンテロップオープニング映像が収録されたDVDが付属。
全6曲収録。
「お手上げサイキクス」は、テレビアニメ「斉木楠雄のΨ難」第2期 第2クール(13χから24χ)のオープニングテーマとしてタイアップ。

## 収録曲
1. お手上げサイキクス 
テレビアニメ「斉木楠雄のΨ難」第2期 第2クール オープニングテーマ
2. Sun is coming up
3. ずっと君のもの
4. Do you remember
5. Beat goes on

### DVD(初回限定盤のみ)
1. お手上げサイキクス(Music Video)
2. テレビアニメ「斉木楠雄のΨ難」第2期 第2クール・オープニング(ノンテロップVer.)